# Harold Peterman
Harold J. 'Jack' Peterman foi um político estadunidense e um membro republicano da Câmara dos Deputados de Delaware desde 11 de janeiro de 2011 representando Distrito 33.